# Spännjärn

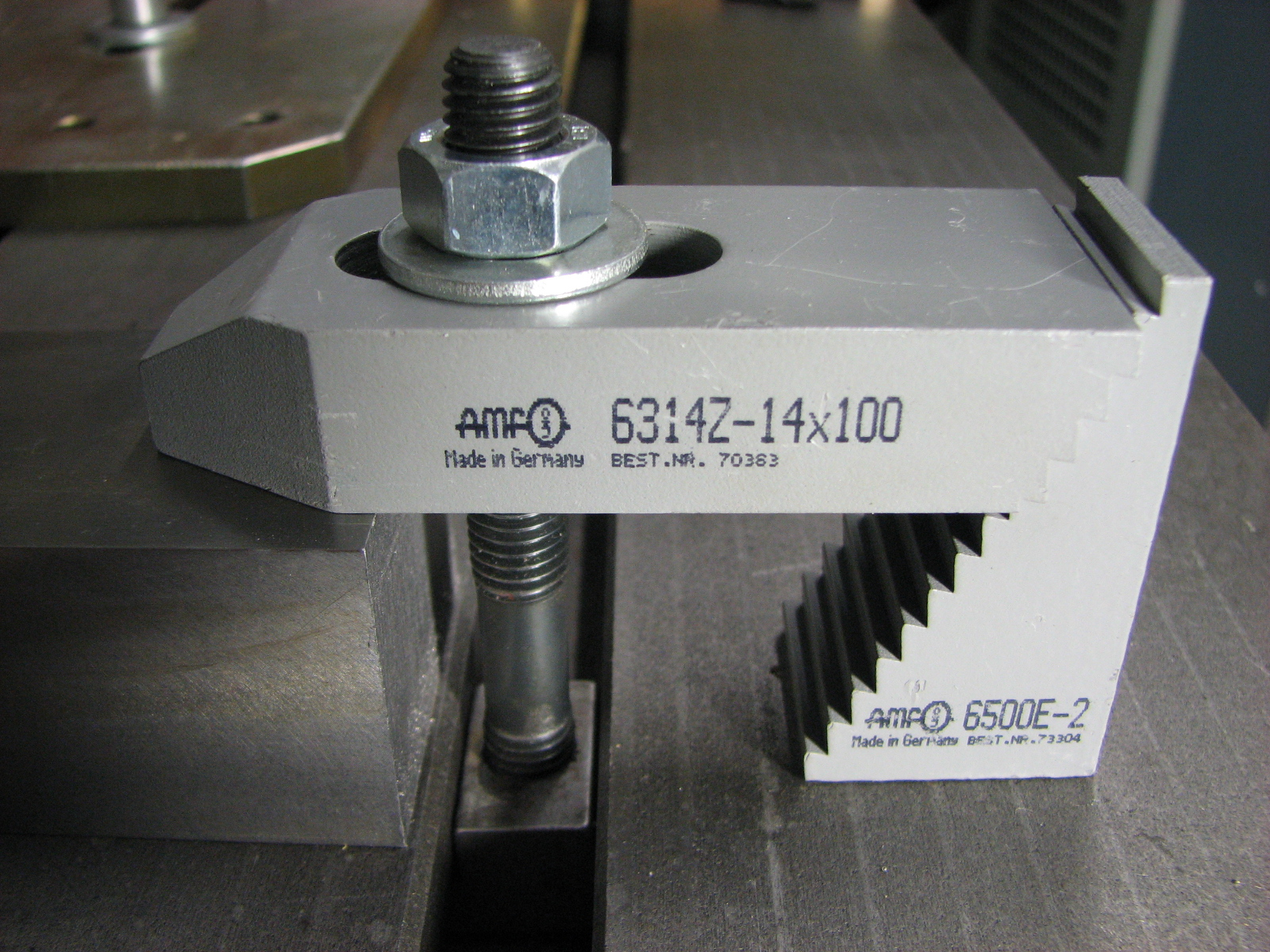
Spännjärn med stegmothåll

Spännjärn är ett verktyg som används till att fixera ett bestämt arbetsstycke som ska borras eller fräsas i fräsmaskin. De passar för fastspänning av stora eller oregelbundet formade arbetsstycken.